# Anolis insolitus
Espèce
Synonymes
- Chamaelinorops insolitus (Williams & Rand, 1969)

Anolis insolitus est une espèce de sauriens de la famille des Dactyloidae. 

## Répartition
Cette espèce est endémique de République dominicaine. Elle se rencontre dans la Cordillère Centrale.

## Publication originale
- Williams & Rand, 1969 : Anolis insolitus, a new dwarf anole of zoogeographic importance from the mountains of the Dominican Republic. Breviora, no 326, p. 1-21 (texte intégral).